# Ванникола, Джоанн
Джоан Ванникола (англ. Joanne Vannicola; род. 20 апреля 1968, Монреаль, Канада) — канадская актриса телевидения, озвучивания и кино.

## Биография
Родилась 20 апреля 1968 года в Монреале, Канада. В юности переехала в Торонто.

## Карьера
Актёрский дебют Джоан состоялся в 1982 году. Она снималась в эпизодах сериалов «Бигфут представляет», «Поезд 48», «Мутанты Икс», «Охотники за древностями», «Пси-фактор», «Кунг-фу», «Закон улиц», «Тарзан», «Моё второе я», «Ночная жара», «Быть Эрикой» и других.
Озвучивала персонажей мультфильмов «Тимоти идёт в школу», «Мегаботы», «Семь маленьких монстров», «Мой папа — рок-звезда», «Невероятные расследования котёнка Хакли» и других. В 2015 году снялась в фильме «Стоунволл».
В 2017 году вышла её автобиографическая книга «Walking Through Glass: A Memoir by Joanne Vannicola» (ISBN 9781770864771).

## Избранная фильмография
| Год       |    | Русское название                           | Оригинальное название                                  | Роль                                 |
| --------- | -- | ------------------------------------------ | ------------------------------------------------------ | ------------------------------------ |
| 1986      | тф | 9B                                         | 9B                                                     | Мэри Нейссбркор                      |
| 1988      | с  | 9B                                         | 9B                                                     | Мэри Нейссбркор                      |
| 1989—1990 | с  | Моё второе я                               | My Secret Identity                                     | Кэсси Мартин                         |
| 1990      | с  | CBS Особенные школьные каникулы            | CBS Schoolbreak Special                                | Мэгги Кингстон                       |
| 1994      | ф  | Последнее предательство                    | Ultimate Betrayal                                      | Карла                                |
| 1999—2000 | с  | Пси Фактор: Хроники паранормальных явлений | Psi Factor: Chronicles of the Paranormal               | Миа Стоун                            |
| 2000—2001 | мс | Тимоти идёт в школу                        | Timothy Goes to School                                 | Клод, озвучка                        |
| 2000—2003 | мс | Семь маленьких монстров                    | Seven Little Monsters                                  | Первый, озвучка                      |
| 2001      | тф | Залог семейного счастья                    | What Makes a Family                                    | Мелисса                              |
| 2001—2003 | мс | Бейблэйд                                   | Bakuten shoot beyblade                                 | доктор К, озвучка                    |
| 2002      | с  | Охотники за древностями                    | Relic Hunter                                           | Занда Уилкс                          |
| 2002      | с  | Мутанты Икс                                | Mutant X                                               | Мэдди Конлан                         |
| 2003      | ф  | Преступные мысли                           | Thoughtcrimes                                          | Терри Мерриуизер                     |
| 2006      | мс | Метеор и крутые тачки                      | Bigfoot Presents: Meteor and the Mighty Monster Trucks | Хук                                  |
| 2007      | ф  | Век помрачения                             | L'âge des ténèbres                                     | молодая англичанка                   |
| 2007—2010 | мс | Невероятные расследования котёнка Хакли    | Busytown Mysteries                                     | Хакли, озвучка                       |
| 2008—2009 | мс | Тук и Плюх                                 | Toot & Puddle                                          | Тук, озвучка                         |
| 2009—2011 | с  | Быть Эрикой                                | Being Erica                                            | доктор Надя                          |
| 2010—2012 | мс | Приключения Чака и его друзей              | The Adventures of Chuck & Friends                      | Биггс, озвучка                       |
| 2011—2013 | мс | Каникулы в каньоне                         | Crash Canyon                                           | Джейк Уэнделл / Эмили Батен, озвучка |
| 2011—2016 | мс | Супер Том и Грамотеи                       | Super Why!                                             | Woofster, озвучка                    |
| 2014      | с  | Деграсси: Следующее поколение              | Degrassi: The Next Generation                          | шеф Кац                              |
| 2015      | с  | Копы-новобранцы                            | Rookie Blue                                            | Жасмин                               |
| 2015      | ф  | Стоунволл                                  | Stonewall                                              | Сэм                                  |
| 2015      | с  | Руководство подруг к разводу               | Girlfriends' Guide to Divorce                          | женщина                              |
| 2016—2019 | с  | Слэшер                                     | Slasher                                                | Эмбер / Дебби / Рене                 |

## Награды и номинации
| Год  | Награда               | Категория                                                        | Работа                  | Результат |
| ---- | --------------------- | ---------------------------------------------------------------- | ----------------------- | --------- |
| 1989 | Джемини               | Best Performance by a Lead Actress in a Continuing Dramatic Role | 9B                      | Номинация |
| 1991 | Дневная премия «Эмми» | Outstanding Performer in a Children’s Special                    | CBS Schoolbreak Special | Победа    |
| 1994 | Джини                 | Best Performance by an Actress in a Supporting Role              | Love & Human Remains    | Номинация |
| 2009 | ACTRA Awards          | Voice                                                            |                         | Номинация |